# Јоана Вулановић
Јоана Вулановић (рођена 1944) је српска сликарка.

## Биографија
Рођена је 1944. године у Солуну. Завршила је Академију ликовних уметности у Београду. Самостално је излагала у Београду 1972. и 1975. и Новом Београду 1977. године. Учествовала је на бројним колективним изложбама у земљи, неке од њих су изложба новопримљених чланова Удружења ликовних уметника Србије 1969, групна изложба УЛУС-а 1970—1976. и Октобарски салон 1972. и 1974. године. Члан је УЛУС-а. Неки од њених радова су Глава, Дечак, Двоје, Ја, Ја и Милена, Милована Љуљана, Радмила, Девојка из Београда, Без назива, Ана, Александра, Мама, Гркиња, Мица фризерка, Ухо као оковратник и обратно, М. Трајановић, Триптих, Славица, Ниџина жена са дететом, Шарац Бојана, Девојчица, Бранкоца, Цвеће и други.